# Albert Eisele
Albert Eisele (* 15. Dezember 1890 in Rastatt; † 28. Dezember 1971 in Lörrach) war ein deutscher Pädagoge und Heimatforscher.

## Leben
Seine Laufbahn als Lehrer begann Eisele 1910 in Sandhausen und Waldkirch. 1911 arbeitete er in Tegernau und 1913 in
Eichstetten. Von 1914 bis 1918 nahm er am Ersten Weltkrieg teil und beendete 1918 seinen Militärdienst als Leutnant. Seine Lehrtätigkeit nahm er in Bischoffingen wieder auf, bis er 1926 nach Kandern kam, wo er bis 1956 im Lehramt tätig war – zuletzt als Rektor der Volksschule. 1929 gehörte Eisele zu den Gründungsmitgliedern der Arbeitsgemeinschaft Markgräflerland für dessen Zeitschrift „Das Markgräflerland“ er 29 heimatgeschichtliche Beiträge schrieb. Viele Exponate des Heimat- und Keramikmuseums Kandern stammen aus der Sammeltätigkeit Eiseles. Er zählt zu den Mit-Initiatoren des Freundeskreises Hermann Daur, der das Andenken an diesen Markgräfler Maler pflegt. Ebenso hat Eisele an der Gründung des Hertinger Hebelschoppens mitgewirkt, der sich dem Andenken an Johann Peter Hebel widmet.
Eisele trat zum 1. Mai 1933 der NSDAP bei (Mitgliedsnummer 3.462.401) und wurde nach dem Zweiten Weltkrieg bis 1948 interniert.

## Ehrungen
1960 erhielt Eisele das Ehrenkreuz des Schwarzwaldvereins und 1965 wurde er zum Ehrenmitglied der Arbeitsgemeinschaft Markgräflerland und zum Ehrenbürger der Stadt Kandern ernannt. In Kandern wurde der Albert-Eisele-Weg nach ihm benannt.

## Werke
Neben den nachstehenden größeren Arbeiten publizierte Eisele etwa 600 Aufsätze in Zeitschriften und Zeitungen. Hierzu gehörten außer der Zeitschrift Das Markgräflerland auch die Zeitschrift des Hebelbundes Müllheim
Die Markgrafschaft, das Kandertäler Tagblatt, Der Alemanne, die Badische Zeitung, und die Lokalzeitung Oberbadisches Volksblatt. Dem Stadtarchiv Kandern wurde aus Anlass einer Matinée zum 100. Geburtstag Eiseles eine Sammlung aller verfügbaren Schriften übergeben.
- Bilder aus der Geschichte der Stadt Kandern, Müllheim 1956 (2. Auflage 1962)
- Zur Geschichte der katholischen Kirche in Kandern von 1803 bis heute. 1961
- Chronik des Ortsteils Kirchen und des Doppeldorfes Efringen-Kirchen. 1962
- Zur Geschichte der evangelischen Kirche und der Schule in Kandern seit Einführung der Reformation. 1964